# ديك دونوفان
ديك دونوفان (بالإنجليزية: Dick Donovan)‏ هو لاعب كرة قاعدة أمريكي، ولد في 7 ديسمبر 1927 في بوسطن في الولايات المتحدة، وتوفي في 6 يناير 1997 في ويماوث في الولايات المتحدة بسبب سرطان.

## وصلات خارجية
- ديك دونوفان على موقعبيزبول رفرنس.كوم (الدوري الرئيسي) (الإنجليزية)